# ممرض عسكري
أكثر الجيوش توظف ممرضين عسكريين متخصصين. وفي كثير من الأحيان يتم تنظيمها كهيئة التمريض متميزة. فلورنس نايتنجيل شكلت النواة الأولى المعترف بها في خدمات التمريض في الجيش البريطاني في حرب القرم عام 1854. في أعقاب الحرب كافحت لإنشاء معهد توظيف النساء الممرضات في المستشفيات العسكرية وفي 1860 نجحت في إنشاء مدرسة التدريب العسكري للممرضات في مستشفى رويال فيكتوريا العسكري في نيتلي, هامبشاير, إنجلترا.

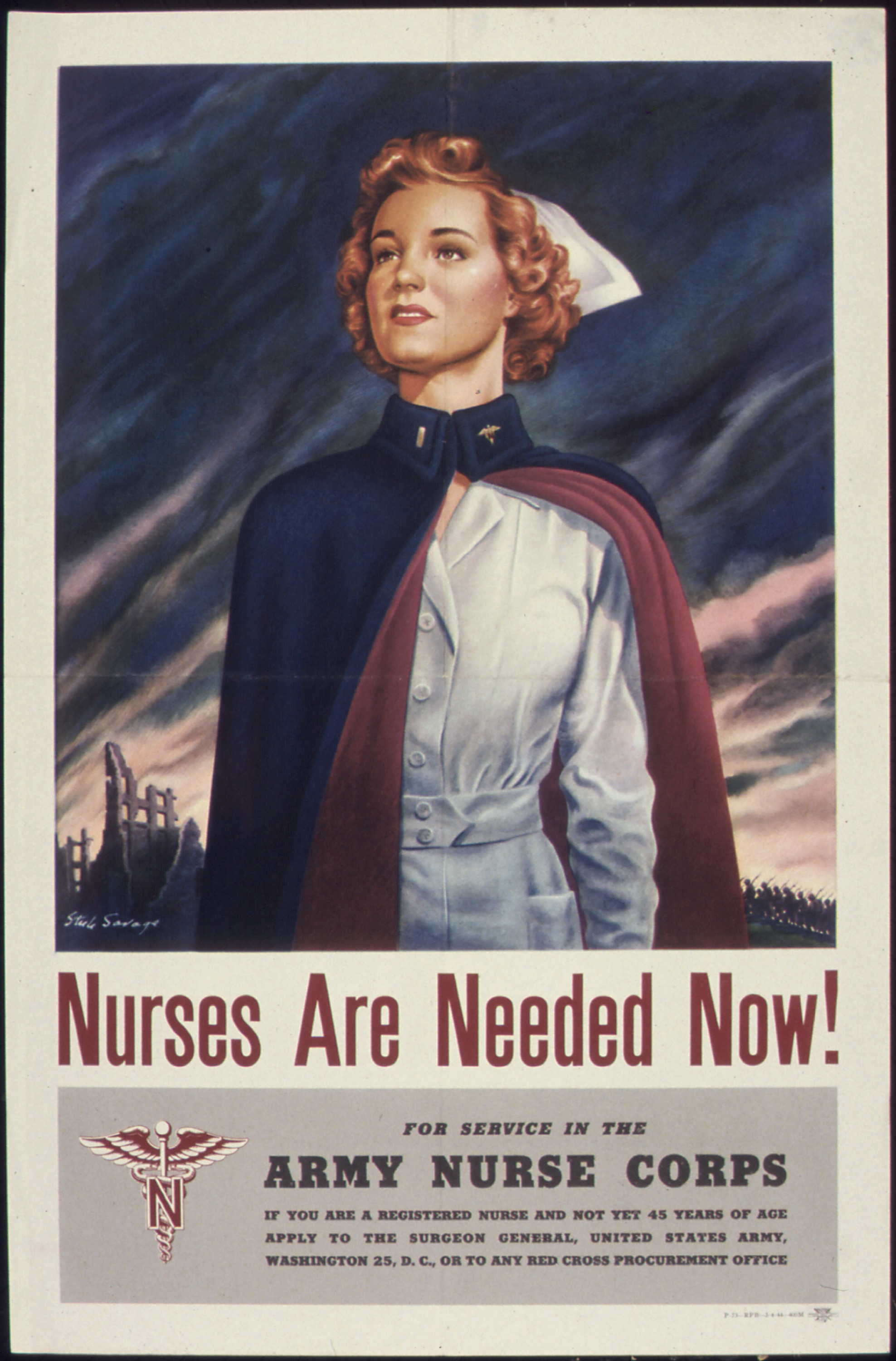
ملصق التجنيد، الحرب العالمية الثانية

## فيالق تمريض معروفة
- فيلق التمريض في الجيش الأمريكي، وهو فرع خاص بالطب في الجيش الأمريكي (الولايات المتحدة).
- فيلق التمريض في الجيش البريطاني، يقدم الخدمات الطبية في الجيش البريطاني.
- فيلق التمريض في الجيش الأسترالي.
- فيلق التمريض في البحرية الأمريكية.
- فيلق التمريض في القوات الجوية الأمريكية.